# 1948 год в истории железнодорожного транспорта
1948 год в истории железнодорожного транспорта

## События
- 28 августа открыта детская Малая Октябрьская железная дорога.
- 2 мая в Волгограде открыта Малая Приволжская железная дорога.
- В Великобритании национализированы железные дороги.
- На Приволжскую железную дорогу поступают первые тепловозы серии ТЭ1.
- Начато строительство Астраханского тепловозоремонтного завода.

## Новый подвижной состав
- Харьковский завод транспортного машиностроения выпустил два экспериментальных тепловоза серии ТЭ5 на базе серии ТЭ1, предназначавшихся для работы в условиях сурового климата (в первую очередь северных районов СССР).
- Ворошиловградский паровозостроительный завод выпустил опытный грузовой теплопаровоз.
- Коломенский завод выпустил сочленённый паровоз П34-001.

## Персоны

### Родились
- 2 сентября Влади́мир Ива́нович Старосте́нко — начальник Московской железной дороги. Инженер путей сообщения по эксплуатации железных дорог, хозяйственный и государственный деятель.